# Elaeocarpus glandulifer
Elaeocarpus glandulifer là một loài thực vật có hoa thuộc họ Elaeocarpaceae.
Nó chỉ được tìm thấy ở Sri Lanka, mainly in South-western areas.